# Stephen Schwartz (Mediziner)
Stephen Schwartz (* 1. Januar 1942; † 17. März 2020) war ein US-amerikanischer Pathologe, der sich besonders mit dem Blutkreislaufsystem befasste. Er war Professor für Pathologie an der University of Washington (UW).

## Leben
Stephen Schwartz studierte zunächst Biologie an der Harvard University. Diese Studien schloss er 1963 ab. Es folgte das Medizinstudium an der Boston University bis 1967. Seine praktische Ausbildung zum Arzt erfolgte an der Washington University.
Schwartz wurde 1973 Assistenz-Professor an der University of Washington und wurde 1984 zum vollen Professor berufen. Er war zugleich Gastprofessor in den Abteilungen für Bioingeurwesen und für Medizin der UW.
Er befasste sich wissenschaftlich vor allem mit den Gefäßen des Blutkreislaufs und der glatten Muskulatur. Er wurde als „Gigant der Erforschung der glatten Muskulatur und des Vaskularsystems“ bezeichnet. Ein besonderes Anliegen war ihm darüber hinaus die Ausbildung der Studenten. Schwartz war Gründungsvorsitzender der Gordon Research Conference on vascular biology und Mitbegründer der North American Vascular Biology Organization.
Er starb am 17. März 2020 im Alter von 78 Jahren an den Folgen einer SARS-CoV-2-Infektion.